# Karczemka (powiat rypiński)
Karczemka – osada w Polsce położona w województwie kujawsko-pomorskim, w powiecie rypińskim, w gminie Skrwilno.
W latach 1975–1998 miejscowość należała administracyjnie do województwa włocławskiego.